# バナナマン
バナナマン（BANANAMAN）は、ホリプロコム所属のお笑いコンビ。1993年結成。

## メンバー
日村 勇紀（ひむら ゆうき、1972年5月14日 - ）（53歳）
ツッコミ（ネタによってボケ）担当、立ち位置は向かって右。
音楽ユニット「T-STYLE」では、ボーカルのティムラ（HIMU）。
設楽 統（したら おさむ、1973年4月23日 - ）（52歳）
ボケ（ネタによってツッコミ）担当、立ち位置は向かって左。
音楽ユニット「T-STYLE」では、DJ ティタラ（SHITA）。

## 略歴
1993年10月、2人の共通の知人に誘われ、4人組のお笑いグループを結成。そこで設楽と日村は初めて会った。しかし、4人組での活動を前提として話や稽古を進めていくうちに、設楽は「このグループじゃダメなんじゃないか?」と違和感を抱くようになったといい、日村だけを誘ってグループを脱退し、コンビを結成。
1994年2月、「設楽日村」の名でラ・ママ新人コント大会でデビューし、春にコンビ名を「バナナマン」に改名。翌年の1995年秋にOFF・OFFシアターで初単独ライブ『処女』を開催。コンビ名の由来はアメリカでの日本人の蔑称「バナナ」（外見は黄色い『黄色人種』だが、一皮剥けば白色の『白人』のごとく振る舞う日本人）を聴き覚えていた設楽の提案で「バナナマン」とした。バナナマンの「マン」はスネークマンショーが由来。
1999年、ラフォーレミュージアム原宿でYOUとのユニットライブ「FULL CHAMPION STYLES」を開催。
2000年、ラーメンズとユニットライブ「genico」を開催。同年12月よりスタートした『宝島の地図』（BSフジ）の全シリーズに出演。
2003年、長年出演していたラジオ番組『赤坂お笑いD・O・J・O』（TBSラジオ）にて、最終回間際に3代目免許皆伝を獲得。バラエティ番組『内村プロデュース』（テレビ朝日）の若手芸人との対決コーナーにおぎやはぎ、劇団ひとりと共に若手の一員として出演し、以降番組に不定期に出演。
2005年、『クイズプレゼンバラエティー Qさま!!』（テレビ朝日）の企画「コンビ解散ドッキリ」に出演。
2007年元日に放送の第20回『ビートたけしのお笑いウルトラクイズ』（日本テレビ）で、日村はカンニング竹山と共に初優勝する。同年1月31日にで放送された特番『激突グルメ芸人料理王決定戦2007ウマイド美食祭り!』（TBSテレビ）で、設楽が初代料理王になる。同年3月18日放送の『ウルダン』（中京テレビ）で3代目チャンピオンになる。
同年3月18日、設楽の自宅が火事になる。当日は『ウンナン極限ネタバトル! ザ・イロモネア 笑わせたら100万円』（TBSテレビ）の収録日だったため、火災直後に参加し、初のゲームクリア及び100万円獲得を達成した。日村は賞金を修繕費として設楽に全て渡したという。
2008年10月、『キングオブコント』の第1回大会にて決勝に進出。Bリーグ内で500点満点中482点という圧倒的な高得点を記録して最終決戦に進出するも、決選投票でバッファロー吾郎に2対5で敗れて準優勝となる。
2009年8月、バナナの地位向上に貢献から日本バナナ輸入組合主催の第4回「勝手にバナナ大賞」を受賞し、2010年も受賞して殿堂入りした。
2010年12月18日、『ザ・イロモネア』で2回目の100万円獲得。設楽は賞金をすべて日村に渡した。
2011年3月25日、『ザ・イロモネア』でコンビ最多タイとなる3回目の100万円獲得。前回出場時にも100万円を獲得したため、2連覇となった。因みに設楽が『ザ・イロモネア』の企画「ピンモネア」でも100万円を獲得しているため、番組最多記録となる4冠を達成。同年3月11日に発生した東日本大震災の復興支援として、賞金を全額寄付した。収録は震災前だったが、震災の影響もあり放送日が延期となり、番組終了後に2人が画面から「獲得した賞金は被災地支援に寄付する」といった内容を報告した。
2011年10月、テレビ東京系列『乃木坂って、どこ?』の司会を担当。
2012年、設楽は生活情報番組『ノンストップ!』（フジテレビ）の司会を担当。また、放送作家オークラが脚本を務める日村主演のドラマ『イロドリヒムラ』の第10話（最終回）を監督した。
2013年3月29日 - 31日、コンビ結成20周年を記念して、結成10周年の東京03とユニット「handmade works」を結成し、コントライブ『handmade works live』を俳優座劇場で開催。
2014年12月、『第65回NHK紅白歌合戦』（NHK）で、宣伝部員と「紅白ウラトークチャンネル」内の司会を担当。
2015年4月、『乃木坂って、どこ?』のリニューアル番組であるテレビ東京系列『乃木坂工事中』の司会を担当。
同年、『キングオブコント』の審査方式の変更に伴い、審査員にコンビで就任。2020年までの6年間、審査を務めた。
同年11月、前年に引き続き『第66回NHK紅白歌合戦』（NHK）の宣伝部員を担当することが発表された。
2016年2月13日、2人が扮した音楽ユニット「T-STYLE（ティースタイル）」のシングル「T-BACK」をiTunesで配信。12月に『THE GOLD RUSH』の司会を担当。
2017年12月31日、NHK紅白歌合戦にて2014年から4年連続で「紅白ウラトークチャンネル」の司会を担当。
2021年12月17日、過去の単独ライブ20作品が12月25日よりNetflixで独占配信されることが発表された。タイトルは『bananaman live』で、Netflixでのコントライブ作品の配信は芸人単独では初となる。1999年から2019年までの単独ライブを3つのシーズンに分けて配信し、第1弾は2013〜2019年の7作品を12月25日、第2弾は2006〜2012年の7作品を2022年1月25日、第3弾は1999〜2005年の6作品を同年2月25日から配信された。
2022年1月16日、同年7月8日に開幕する舞台『ハリー・ポッターと呪いの子』の応援大使に就任することが発表された。
同年6月24日、ラジオ番組『バナナマンのバナナムーンGOLD』（TBSラジオ）にて、同年8月4日 - 7日に『bananaman live 2022 H』を開催することが発表された。単独ライブでは2019年8月に開催された『bananaman live S』以来約3年ぶりとなった。また8月6日の19時開演回では、バナナマン初となる生配信が行われる。
2024年2月9日、バナナマンの二人がコント上で演じるユニット『赤えんぴつ』として、東京・日本武道館にて弾き語りライブ『赤えんぴつ in 武道館』を開催。2025年3月28日にはこのライブの模様を収録したBlu-rayを発売した。
2025年2月24日、『ザ・イロモネア　8年ぶり復活SP』で100万円獲得。

## 芸風
舞台コントを原点と考えており、テレビに数多く出演するようになった現在でもなお毎年夏に行う単独ライブは恒例となっている。ボケ・ツッコミがはっきりしていない演劇のようなコントが特徴。結成当初からどちらがボケ・ツッコミなのかはこれといって決めていない。基本的に本来は設楽がボケ、日村がツッコミとしているがバラエティ番組への露出が多くなって以降は日村のキャラクターによるものなのか、日村がボケで設楽がツッコミというスタイルがほぼ定着してしまっているため、現在ではもっぱら後者のスタイルで活動することが多い。このため、本来は互いにボケもツッコミもできるコンビとなる。ライブでは10分から30分超のコントを常に主に行うが、放送時間の制約もあってあまりネタの時間が取れないテレビでは、4〜5分ほどのコントや、オリジナルのショートコント、日村の合いの手で進行する単発ネタを披露する場合が多い。
「即興コントの達人」と呼ばれるなどミニコントとも呼ばれる即興コントを得意とする。
結成当初は日村が「芸歴も年齢も自分が上だから」とネタ作りを引き受けたが、設楽は日村の書いたネタをあまり面白いとは感じなかったため自然と設楽も書くようになった。結成して1か月も経つと日村はネタ作りを完全に設楽へ任せるようになった。しかしコントライブなどでは、第3のバナナマンとの呼び声高い作家・オークラも脚本に入り設楽と2人でネタを書くこともある。

### 単独ライブ
単独ライブではコントの他に様々な芸風のネタを披露している。
スライドボーイズ
1995年11月に行われたOFF・OFFシアターのライブで誕生したコントのキャラクター設定で、「古くさい邦楽を歌う」というコンセプトを元につくられた。単独ライブで演じられた回数は少ないが、スライドボーイズ名義で「東京ひとりぼっち」をシングルCDで発売している。
赤えんぴつ
多くのライブで披露されている、設楽演じる「オーちゃん」と日村演じる「ヒートン」のフォークデュオ。ヒートンの語りから始まり後に倫理的観念に脅迫的な思想を持ったオーちゃんが暴走して喧嘩に発展し最終的にヒートンが泣かされ、『僕がいけないんです～』と切り出し2人とも仲直りするのがお約束となっている。バナナマンとは旧知の仲であるシンガーソングライターの星野源も大ファンと語るほど、ファンの間では人気のコーナーの1つとなっている。
詳細は「赤えんぴつ」の項を参照。
1人2役ネタ
バナナマンは主に単独ライブで時折、設楽・日村がそれぞれ1人で2つの役を演じる『4人芝居ネタ』というものを披露することがある。
2012年に行われた単独ライブで、設楽が1人2役、日村が1人3役を演じるコントを披露。
2019年の単独ライブSでは設楽、日村とも1人3役を演じ登場人物が6人のコントを披露した。

「日村は○○することができるか?」シリーズ
毎回コントの合間に放映される幕間映像で、日村が常日頃疑問に思うこと・純粋にやってみたいことに挑戦する企画。
「目隠しクッキング」「スタンガンの威力を検証」「コーラを2秒で飲めるか?」「焼きそばをくしゃみで目の辺りまで飛ばせるか?」など。

### ユニット
他の芸人たちとのユニット。
- 「FULL CHAMPION STYLES」 - タレント・YOUとのユニット。1999年頃に結成。
- 「genico」 - ラーメンズとのユニット。
- 「宇田川フリーコースターズ」 - おぎやはぎとのユニット。2001年頃に結成。
- 「君の席」 - おぎやはぎとラーメンズとのユニット。
- 「光が丘大サーカス」 - おぎやはぎ、劇団ひとり、バカリズム、アルファルファ、エレキコミック、スピードワゴンとのユニット。
- 「handmade works」 - 東京03とのユニット。

## エピソード
コンビ仲が非常によく、互いの誕生日に一番近いラジオ番組の本番中にプレゼントを贈りあったり、ラジオで日村が設楽に相談したりすることがある。設楽は2009年9月29日放送の『バナナ炎』（TOKYO MX）で「（自分たちのように）ずっと仲いいって滅多にない」と述べている。設楽曰く「自分の奥さんの誕生日プレゼントより、日村さんのプレゼントのほうがいいのあげてる」という。これについて設楽は「戦っていかないといけない相手が周りにたくさんいるのに、コンビ間で揉めてるわけにもいかない」と話している。また児嶋一哉（アンジャッシュ）、近藤春菜（ハリセンボン）、三村マサカズ（さまぁ〜ず）、おぎやはぎも、バナナマンは仲がいいといった旨の発言をしている。
プライベートの場合やコントを披露する場面など、比較的テレビの露出が無い場合には互いを原則的には「さん」付けで呼びあうが、番組中等での第三者に対してへの相方の呼称は呼び捨てであることが多い。また若い頃は「ヒムケン」、「統」と呼び合っていた。
自身の番組であるバナナ炎やバナナムーンGOLDにおいて、何か問題が起こるとビンタで決着をつけるのがお決まりである。ビンタは主に設楽が日村に対して行い、逆に設楽がビンタされることは稀。
所属事務所のウェブサイトに掲載されているプロフィールの写真は、所属当初来同一のものが使用されている。その為、特に日村の容姿が当時と異なっていることを良くいじられることが多い。
お笑い芸人の中でもブレイクが遅い所謂「遅咲き」である。若手時代に『ボキャブラ天国』（フジテレビ）『エンタの神様』（日本テレビ）といった人気番組の出演オファーを舞台現場主義の観点もあって敢えて断り、地道に努力した結果30代後半に入って漸く日の目を浴びた。
第3のバナナマンと言われ同コンビの放送作家をしているオークラは、当時仲良くしていたサブカル通の女性にバナナマンの存在を教えられ、バナナマンコントライブにて「オサムクラブ」というコントを見て、どうやったらこんなコントを作れるのか衝撃だったと語っている。また、飯塚悟志（当時アルファルファ、現・東京03）は「バナナマンは僕らの世代ではとても大きな存在だった」とコントの上手さを表現している。
結成2年目から単独ライブをしており、新型コロナウイルスが流行する2020年までは毎年欠かすことなく行っていた。オークラ曰く、当時若手時代で単独のコントライブを行う芸人はほぼおらず、バナナマンが草分け的存在だったとのこと。
2005年以降にメディアへの出演が増えるとレギュラー番組を持つようにもなりゲスト出演することも多かったが、中でもダウンタウンやとんねるずなどのお笑い第3世代との共演も多かった。

## 交友関係

### お笑い芸人
有吉弘行
『とんねるずのみなさんのおかげでした』（フジテレビ）などの共演で、交遊関係が多い。有吉は設楽のことを「統さん｣と言うくらい仲が良い。また、バナナマンが『ウンナン極限ネタバトル! ザ・イロモネア 笑わせたら100万円』（TBSテレビ）でヤジを飛ばすやりとりがありそれが恒例にもなっていた。『バナナムーンGOLD』で有吉が結婚したことをラジオで語っていたことなどがあった。
有吉がブレイクするきっかけとなったヒッチハイク企画より前から設楽統とは知り合いで、当時お金が無かった設楽にヒッチハイクで一時的にお金に困っていなかった有吉がヘルス代の2万円を貸しており、未だに返してもらってないと訴えている。
とんねるず（石橋貴明・木梨憲武）
バナナマンの2人はとんねるずの番組を観ながら少年期を過ごしており、その後芸人として活動していく中で共演を重ねた結果、とんねるずと交友が深まっている。『とんねるずのみなさんのおかげでした』の最終回では収録に立ち会っており、とても感慨深い気持ちになったとラジオで話している。
石橋貴明の誕生日会に2人で度々駆けつけ、石橋の誕生日を祝っている。
おぎやはぎ（小木博明・矢作兼）
若手時代から公私に渡って親交があり、ユニットを組んでライブをしたり、数々のテレビ・ラジオ番組で共演している。矢作兼（おぎやはぎ）とは埼玉西武ライオンズファンという共通点もある。また、おぎやはぎと『ゴッドタン』（テレビ東京）で共演している劇団ひとりとも交友も深い。
ラーメンズ（小林賢太郎・片桐仁）
結成初期から親交があり2000年にユニットライブ「setagaya genico」を開催、その後おぎやはぎを含めた3組でのユニット「君の席」でも活動を行った。君の席以降バナナマンと小林の共演はないが、片桐とは『落下女』（日本テレビ）で共にレギュラー出演。また現在も、バナナマンのレギュラー番組に片桐がドラマの番宣ゲストとして出演することがある。2020年12月1日に小林がパフォーマー引退を発表した直後の『バナナムーンGOLD』では小林に関する言及も行った。
バカリズム（升野英知）
『ラ・ママ新人コント大会』での共演をきっかけにバカリズムのデビュー当時から親交があり、若手時代には日村と升野の2人で一時期同居していた。2014年から2017年までは2組の冠番組『そんなバカなマン』（フジテレビ）が放送、また、2019年12月24日に升野が夢眠ねむと結婚した際には設楽と日村が保証人となった。また升野の元相方である松下敏宏（元バカリズム）のことを日村は「ブルース」と呼んでいた。バナナマンの2人はバカリズムのことを「ヒデ」と呼ぶ。
東京03（豊本明長・飯塚悟志・角田晃広）
東京03の前身であるアルファルファ（飯塚と豊本のコンビ）時代からの交流であり、2013年には2組のコントユニット「hand made works」を結成。『バナナマンのバナナムーンGOLD』（TBSラジオ）の年末恒例企画「ヒムペキグランド大賞」の審査員ゲストとして毎回出演。
アンジャッシュ（児嶋一哉・渡部建）
所属事務所は違うものの、いずれも渋谷にあるライブハウス、La.mamaで研鑽を積み、結成年も同じことから“同期”と認識している旧知の仲。2007年からは『モテル・カルフォルニア DARTS LOVE LIVE』（GYAO!）で共演し、たびたび若手時代のエピソード（例：千歳烏山に住んでいた設楽の家に渡部がよく泊まりに来ては狭い共同風呂を利用していたこと、日村を気に入った女性とのメールのやり取りにおせっかいを焼いて代わりに返信をし続けた渡部のせいで交際に至らなかったこと）や、プライベートでの交流（例：当時未婚だった日村と児嶋が頻繁に開催していた合コンの話）など、お互いをよく知るがゆえのトークが展開されていた。
さまざまな番組で児嶋の“ダメ人間っぷり”をネタにしている。『バナナマンのバナナムーンGOLD』（TBSラジオ）では「日村vs児嶋、ダメ人間対決」が2013年3月までに3回行われ、日村が3連覇中。2008年の初回対決では、番組のポッドキャスト中で設楽が児嶋がいじられキャラとして確立していくためのアドバイスをする場面（2008年4月14日のポッドキャスト）もあったが、その後児嶋が本当にいじられキャラとしてプチブレイク。バナナマンはこれが自分たちがラジオや『リンカーン芸人運動会2011』（TBSテレビ）などでサポートしてきたおかげだと自負しているが、児嶋は『しゃべくり007』（日本テレビ）に出演し、いじられキャラとしてブレイクしたきっかけを話した際に彼らの名前を出さなかった。この件に加え、バナナマンの2人がともにファンであるももいろクローバーZが好きだと公言をしだした児嶋に対して不満が募ったバナナマンは、『バナナムーンGOLD』の放送内で挑発的な言葉を繰り返し発言。投稿メールにて児嶋がラジオを聴いてることを知るとさらに拍車をかけ、「来いや！」と発言。すると急いで駆け付けた児嶋がゲスト出演する形となった（2012年3月9日放送回）。
日頃はいじっているものの、設楽は児嶋夫婦（児嶋の妻はバナナマンのライブの手伝いなどもしていたため交流がある）と2013年の正月には一緒にラスベガスに旅行したり、日村は独身時代に引越しの手伝いを児嶋に頼んだりするなど、実際は親交が深い。2020年6月に渡部が不倫騒動を起こし自粛した際、『バナナムーンGOLD』で児嶋の今後について愛あるイジリを交えながら「コジの好感度が変に上がっちゃいそうで。コジの良さが出なくなっちゃいそう。」などと心配する場面もあった。

### スタッフ
オークラ
様々なお笑いコンビのライブを手がけているが、特にバナナマンとは関係が深いことから「3人目のバナナマン」といわれる。
もともと細雪というコンビ（その前はオークラ劇場）で活動しており、バナナマンのお笑いライブのオサムクラブというコントを初めて見たときに衝撃を受け、バナナマンと仲良くなるようになった。
ロリコンである。
桑原茂一
「スネークマンショー」の生みの親である桑原茂一とも親交がある。バナナマンの"マン"はスネークマンショーから影響を受けたとのこと。

### アーティスト
星野源
テレビドラマ『アキハバラ@DEEP』（TBSテレビ）で共演してから交友があり、単独ライブの音楽を星野源の所属するバンドSAKEROCKに依頼していた。2010年以降、『バナナマンのバナナムーンGOLD』において、日村の誕生日の5月14日前後の放送回で自作のバースデーソングを製作し、披露するのが恒例となっている。披露された楽曲は後にリリースされる楽曲の原曲（『SUN』『Family Song』『Non Stop』）になっているほか、日村の隠れ食いのエピソードを基にDTMで製作された『折り合い』、設楽宛のバースデーソングとして製作された「そしたら」など、配信シングルとして発売されたり、シングルのカップリング曲として収録されることもある。
森山直太朗
設楽と森山が同じ誕生日ということもあり、毎年誕生日には｢HAPPY BIRTHDAY TO YOU｣と｢さくら（独唱）｣をラジオで歌うことが恒例となっている。そしていつも途中で邪魔が入り完奏させてもらえないというネタになっている。2022年の設楽統誕生日回にて、初のラジオブース出演となった。
椎名林檎
過去に椎名林檎が自らチケットを買ってバナナマンの単独ライブに訪れた事がある。

### アイドル
乃木坂46
乃木坂46が結成して間も無く放送開始した『乃木坂って、どこ?』 のMCをしていることで交流が始まった。当初バナナマンは、乃木坂46がAKB48の公式ライバルであることにかけて「乃木坂46公式お兄ちゃん」を自称していたが、それが後に公認され、乃木坂メンバーやファンからもお兄ちゃんとして親しまれるようになった。
嵐
嵐のメンバー・櫻井翔はバナナマンとの共演に対し「家族に会う感覚」と述べている。嵐の冠番組以外で、個々ではコンビで櫻井と『キリン一番搾り』のCM、設楽が二宮和也と2008年放送のドラマ『流星の絆』（TBSテレビ）、日村が相葉雅紀と2009年放送のドラマ『 マイガール』（テレビ朝日系）で共演している。

### タレント
大島麻衣
大島とは同じ事務所の先輩と後輩の間柄で、過去に自身のブログでバナナマンに対して「芸能界のお兄ちゃん」「別のお仕事とか、別の現場で会うと安心して涙出そうになる」などと綴った。2018年7月28日放送の「バナナマンのバナナムーンGOLD」に初めてゲスト出演 した際も、バナナマンの事を「好きじゃなかったらこんなに一緒にいられない」「『優しい』を通り越した気前の良さがある」「年は違うけど幼馴染のお兄ちゃんみたい」 などと、その人柄を絶賛した。

### 同級生
スズキタケヤス
日村の同級生である。バナナムーンGOLDに出演歴があり、バナナマンの出演番組の中で度々名前が出される。
他にもよくでてくる日村の友達の名前としてソメヤ、ハラダ、タニコシ、キナセ、などがある。
ミナミトオル
設楽の同級生である。たびたび言及されるが、顔出しは無い。
藤井フミヤに似た背の低いイケメンで、日村とはタメ口で話す仲である。

## 作品

### DVD

#### BANANAMAN LIVE
- サルマンとバカジュリエット（2001年8月10日、ポニーキャニオン）
- 激ミルク（2002年2月21日、バップ）
- monkey time（2002年2月21日、バップ）
- バナナマン秘蔵作品集 "private stock"（2003年1月8日、TDKコア）[注 9]
- ペポカボチャ（2003年3月26日、TDKコア）
- Sugar Spot（2003年12月27日、ホリプロ）
- bananaman live Sugar Spot with Limited DVD "バナナマンの夏休み"（2003年12月27日、ホリプロ）
- Elephant pure（2004年11月26日、ホリプロ）
- good Hi（2005年11月2日、ホリプロ）
- 処女&サルマンとバカジュリエット SPECIAL EDITION（2006年2月24日、ポニーキャニオン）
- バナナマン傑作選ライブ bananaman Punch（2006年7月26日、ホリプロ）
- kurukuru bird（2006年12月26日、ホリプロ）
- Spicy Flower（2007年12月5日、ユニバーサルミュージック）
- バナナマン傑作選ライブ bananaman Kick（2008年7月23日、ユニバーサルミュージック）
- 疾風の乱痴気（2008年12月3日、ユニバーサルミュージック）
- wonder moon（2009年12月16日、ユニバーサルミュージック）
- 花鳥風月 DVD-BOX（2009年12月16日、ユニバーサルミュージック）
- バナナマン傑作選ライブ bananaman Chop（2010年7月28日、ユニバーサルミュージック）
- バナナマン傑作選ライブ DVD-BOX Punch Kick Chop（2010年7月28日、ユニバーサルミュージック）
- DIAMOND SNAP（2010年12月15日、ホリプロ）
- emerald music（2011年12月14日、ユニバーサルミュージック）
- TURQUOISE MANIA（2012年12月19日、ポリドール映像販売会社）
- Cutie funny（2014年1月15日、ホリプロ）- オリコン最高3位を記録、CD・DVD併せて過去最高位。
- Love is Gold（2015年1月14日、ホリプロ）
- LIFE is RESEARCH（2016年2月2日、Happinet）
- 腹黒の生意気（2017年2月2日、Happinet）
- Super heart head market（2018年2月7日、Happinet）
- one-half rhapsody（2019年2月2日、Happinet）
- S（2020年2月5日、Happinet）
- H（2023年2月3日、Happinet）
- O（2024年3月29日、Happinet）

#### その他ライブ
- ライヴ!!君の席-SPECIAL SIX SEATS-（2003年5月21日、バップ）
- NO PLAN&その仲間たち「今日だけ勘違いしていいですか!?」LIVE（2004年7月7日、キューンレコード）
- epoch conte square 宇田川フリーコースターズ（2004年10月21日、バップ）
- ハンブン東京（2008年6月18日、ソニーミュージック）
- バナナマン×東京03「handmade works live」（2013年8月7日、ポニーキャニオン）
- 東京03 10周年記念 悪ふざけ公演「タチの悪い流れ」（2014年3月26日、アニプレックス）
- 東京03 FROLIC A HOLIC ラブストーリー「取り返しのつかない姿」（2015年11月4日、アニプレックス）
- バナナマン×東京03「handmade works live 2019」（2019年10月16日、ホリプロ）

#### その他
※シリーズ物が多いため、50音順。
- アドレな!ガレッジ 衝撃映像DVD 放送コードギリギリ
  - （1）（2009年12月23日、よしもと・アール・アンド・シー）
  - （2）（2009年12月23日、よしもと・アール・アンド・シー）
  - （3）（2009年12月23日、よしもと・アール・アンド・シー）
- アンジャッシュ・バナナマン モテルカルフォルニア DARTS LOVE LIVE
  - VOL.1（2008年1月23日、ビクターエンタテインメント）
  - VOL.2（2008年1月23日、ビクターエンタテインメント）
  - モテる男のダーツ講座 モテダーツ!!（2008年1月23日、ビクターエンタテインメント）
  - VOL.3（2008年2月27日、ビクターエンタテインメント）
  - VOL.4（2008年2月27日、ビクターエンタテインメント）
  - VOL.5（2008年3月26日、ビクターエンタテインメント）
  - VOL.6（2008年3月26日、ビクターエンタテインメント）
- イエヤス 爆笑セレクション VOL.3（2005年11月25日、ビデオメーカー）
- 内村さまぁ〜ず
  - VOL.14（2010年2月10日、アニプレックス）
  - VOL.17（2010年4月21日、アニプレックス）
  - VOL.19（2010年4月21日、アニプレックス）
- おぎやはぎ×バナナマンin"epoch short film square"〜錆鉄ニュータウン〜（2003年8月27日、TDKコア）
- お台場お笑い道（2008年8月27日、ビクターエンタテインメント）
- お台場お笑い道 ベストセレクション
  - 1（2010年1月27日、アニプレックス）
  - 2（2010年1月27日、アニプレックス）
- オモバカ8〜第一回オモバカ王者決定トーナメント〜（2010年11月24日、よしもと・アール・アンド・シー）
- キングオブコント2008（2009年2月18日、よしもとアール・アンド・シー）
- ゴッドタンDVD関連 - ※詳細はゴッドタンの項を参照。
- JUNK バナナマンのバナナムーンGOLD DVD（2010年11月4日、Happinet）
- そんなバカなマン DVD 第1弾（2014年12月26日、ポニーキャニオン）
- タイマン即興コントバトル アドリブキング
  - 1（2008年12月17日、ポニーキャニオン）
  - 2（2008年12月17日、ポニーキャニオン）
- TVコメディークラブキング（2008年10月24日、東北新社）
- 東京腸捻転 第11回公演〜THE WINTER TERRORISM!!〜（2004年1月7日、ポニーキャニオン）
- 逃走中7〜run for money〜[江戸編]（2010年10月20日、ポニーキャニオン）
- トゥルルさまぁ〜ず 〜ハンバーグはないけど愛はある〜（2011年1月12日、エイベックス・エンタテインメント）
- Tokyo Comedy キャバレー〜酒と女とボーイとユージ〜
  - VOL.1（2010年2月24日、アミューズソフトエンタテインメント）
  - VOL.2（2010年2月24日、アミューズソフトエンタテインメント）
  - VOL.3（2010年2月24日、アミューズソフトエンタテインメント）
- 乃木坂46番組DVD関連 - ※詳細は乃木坂って、どこ?、乃木坂工事中の項目を参照。
- バカワールドカップ（2005年11月2日、WOWOW）
- バナナ塾
  - VOL.1（2013年8月30日、ポニーキャニオン）
  - VOL.2（2013年8月30日、ポニーキャニオン）
  - VOL.3（2014年8月29日、ポニーキャニオン）
  - VOL.4（2014年8月29日、ポニーキャニオン）
- バナナステーキ DVD-BOX
  - 1（2014年7月2日、ポニーキャニオン）
  - 2（2014年11月28日、ポニーキャニオン）
- バナナTV
  - 韓国編（完全版）（2013年1月16日、アニプレックス）
  - ハワイ編（完全版）（2013年1月16日、アニプレックス）
  - パリ編（完全版）（2013年1月16日、アニプレックス）
  - グアム編（完全版）（2013年10月30日、アニプレックス）
  - LA編（完全版）（2013年10月30日、アニプレックス）
  - バンコク編（完全版） （2014年7月30日、アニプレックス）
  - サイパン編（完全版）（2014年7月30日、アニプレックス）
  - Part2（完全版）（2014年7月30日、アニプレックス）
- バナナ炎
  - VOL.1（2009年11月4日、アニプレックス）
  - VOL.2（2009年11月4日、アニプレックス）
  - VOL.3（2010年5月12日、アニプレックス）
  - VOL.4（2010年5月12日、アニプレックス）
  - VOL.5（2010年5月12日、アニプレックス）
  - VOL.6（2011年7月27日、アニプレックス）
  - VOL.7（2011年7月27日、アニプレックス）
  - VOL.8（2011年7月27日、アニプレックス）
  - VOL.9（2011年9月21日、アニプレックス）
  - VOL.10（2011年9月21日、アニプレックス）
  - VOL.11（2011年9月21日、アニプレックス）
- バナナ炎外伝ノープランロケ
  - 炎のバンジーツアー（2010年10月6日、アニプレックス）
  - 炎のバンジーツアー（期間生産限定盤）（2012年3月21日、アニプレックス）
  - 炎のバンジーツアー（2012年5月23日、アニプレックス）
- バナナ炎炎 炎のベストセレクション（2013年2月27日、アニプレックス）
- バナナ炎炎 炎の大炎上セレクション（2013年11月27日、アニプレックス）
- バナナマン&おぎやはぎ epoch TV square
  - VOL.1（2004年1月21日、バップ）
  - VOL.2（2004年1月21日、バップ）
  - VOL.3（2004年1月21日、バップ）
- バナナマン&おぎやはぎ epoch TV square「教え」
  - VOL.1（2004年7月22日、バップ）
  - VOL.2（2004年7月22日、バップ）
- バナナマンのシャブリなコメディ（2005年12月22日、東北新社）
- バナナマンのブログ刑事DVD
  - VOL.1（2010年1月20日、ポニーキャニオン）
  - VOL.2（2010年3月17日、東海テレビ）
  - VOL.3（2010年5月19日、東海テレビ）
- バナナマンのブログ刑事
  - 3枚組DVD-BOX（VOL.4,VOL.5,VOL.6、ポニーキャニオン）（2011年4月6日、ポニーキャニオン）
  - 2枚組DVD-BOX（VOL.7,VOL.8、ポニーキャニオン）（2012年7月4日、ポニーキャニオン）
- バナナマンのブログ刑事 2枚組DVD-BOX（VOL.9,VOL.10、ポニーキャニオン）（2012年12月5日、ポニーキャニオン）
- ホリプロお笑い紅白ネタ合戦（2004年12月25日、ホリプロ）
- ホリプロお笑いライブスペシャル「ストロング混合」（2007年4月18日、ポニーキャニオン）
- みうらじゅんとバナナマンのゼッタイに出る授業（2008年8月27日、ビクターエンタテインメント）
- やりすぎコージーDVD BOX 14 ウソかホントかわからないやりすぎ都市伝説第7章 社会の裏側SP・芸能界編・明るい所ではしゃべれない天王洲猥談 第3談（2010年7月24日、よしもと・アール・アンド・シー）
- ライブミランカ バナナマントークライブ「日村勇紀のお楽しみ会〜設楽も出席します」（2007年12月21日、ジェネオンエンタテインメント）
- 落下女（2005年7月21日、バップ）
  - 女子を落とせるベストコント集1（2006年1月25日、バップ）
  - 女子を落とせるベストコント集2（2006年4月26日、バップ）
- リンカーンDVD 3（2011年2月16日、よしもとアール・アンド・シー）
- 笑いの巣PRESENTS
  - 君の席1（2001年6月21日、バップ）
  - 君の席2（2001年8月22日、バップ）
  - 君の席3（2001年10月24日、バップ）

#### 映画
- ホールドアップダウン（2006年4月26日、ジェイ・ストーム）
- キャプテントキオ プレミアムエディション-Are you Happy?BOX-（2007年7月20日、ビクターエンタテインメント）
- キャプテントキオ オリジナルエディション（2007年7月20日、ビクターエンタテインメント）
- 一生の?お願い（2008年9月5日、竹書房）
- 東京オンリーピック GREEN（2008年9月26日、ジェネオンエンタテインメント）
- 20世紀少年 第2章 最後の希望（2009年8月28日、バップ）
- ハッピー フィート2 踊るペンギンレスキュー隊（2011年11月26日、ワーナー・ホーム・ビデオ）
- それいけ!アンパンマン よみがえれバナナ島（2012年11月21日、バップ）

#### ドラマ
- 30 minutes DVD-BOX（2005年4月6日、テレビ東京メディアネット）
- 30 minutes 鬼（ハイパー）DVD-BOX 1（2005年12月22日、ポニーキャニオン）
- 30 minutes 鬼（ハイパー）DVD-BOX 2（2006年1月27日、ポニーキャニオン）
- 30 minutes 鬼（ハイパー）DVD-BOX 3（2006年2月24日、ポニーキャニオン）
- ON THE WAY COMEDY 道草 咲きかけのペンペン草編（2007年6月20日、トライネットエンタテインメント）
- ON THE WAY COMEDY 道草 DVD-BOX（2007年6月20日、ポニーキャニオン）
- 去年ルノアールで〜ガラナ〜（2007年10月26日、JVCエンタテインメント）
- 去年ルノアールで〜深煎りブレンド〜（2007年10月26日、JVCエンタテインメント）
- ピンボケ（2007年12月12日、ユニバーサルミュージック）
- デリパンダ〜おしゃべりデリ坊、東京ド真ん中配達中〜サービス特盛セット（3枚組DVD-BOX）（2008年10月24日、ビクターエンタテインメント）

#### OVA
- 地球征服アパート物語（2011年3月18日、東宝）

### Blu-ray

#### BANANAMAN LIVE
- one-half rhapsody（2019年2月2日、Happinet）
- S（2020年2月5日、Happinet）
- H（2023年2月3日、Happinet）
- O（2024年3月29日、Happinet）

#### その他ライブ
- バナナマン×東京03「handmade works live 2019」（2019年10月16日、ホリプロ）

### VHS
- バナナマンビデオ"処女"（1998年12月18日、ポニーキャニオン）
- 人間番号（1999年、オサムレコード）
- RADIO DANCE（2000年、オサムレコード）
- さるマンとバカジュリエット（2001年8月10日、ポニーキャニオン）
- バナナマン秘蔵作品集 "private stock"（2003年1月8日、TDKコア）[注 10]

### CD

#### 単独
- 東京（1998年8月13日、オサムレコード）
- 東京ひとりぼっち（1999年1月20日、ポニーキャニオン） - ※「スライドボーイズ」名義での発売。オリコン最高197位を記録。
- イエロー（1999年6月24日、オサムレコード）

#### 参加作品
- シャシの耳〜スネークマンショーの恐るべき子供たち〜（1997年9月26日、ポリスター）
- ネタDE笑時点 M2カンパニー編（1998年1月25日、日本コロムビア）
- S21/Peace Piece Peach（2001年12月25日、キングレコード）
- S21/So Much To Say,So Much To Give〜言いたいことが沢庵（2002年7月28日、キングレコード）
- S21/ELEPHANT MAN〜慈悲と正義は我らが知能にも行為にも見当たらず〜（2005年1月22日、CLUBKING RECORDS）

### 本
- バナナマンのさいしょの本（2009年2月10日、ヴィレッジブックス、ISBN 978-4-86332-120-5）
- Quick Japan Vol.94（2011年2月11日、太田出版）- 「バナナマン 無敵のふたり」と題して約40ページもの特集が組まれた。
- 2012-2013年度版 川越・所沢・入間・狭山Walker（2012年2月22日、角川マガジンズ）
- 続 お笑いラジオの時間（2014年6月30日、綜合図書）- 吉田豪との対談を収録。
- TBS JUNK BANANAMOON GOLD 10YEARS BOOK（2018年10月31日、小学館）

## 出演

### 現在
コンビでの出演番組を記載。単独での出演は日村勇紀、設楽統を参照。
テレビ
- レギュラー
  - 奇跡体験!アンビリバボー（2012年10月4日 - 、フジテレビ） - MC
  - YOUは何しに日本へ?（2013年1月9日 ‐ 、テレビ東京） - MC
  - ジョブチューン アノ職業のヒミツぶっちゃけます!（2013年4月13日 - 、TBSテレビ）- パネラー
  - 乃木坂工事中（2015年4月20日 - 、テレビ愛知） - MC
  - 沸騰ワード10（2015年10月30日 - 、日本テレビ） - MC
  - バナナマンのせっかくグルメ!!（2015年4月20日 - 、TBSテレビ） - MC・冠番組
    - バナナマンの早起きせっかくグルメ!!（2021年4月4日 - 、TBSテレビ） - MC・冠番組

  - バナナサンド（2020年7月1日 - 、TBSテレビ） - MC・冠番組

- 特別番組・不定期放送番組
  - 全国ボロいい宿（2020年2月16日 - 、HBC・TBSテレビ） - MC
  - FNSドラマ対抗 お宝映像アワード（2020年10月 - 、フジテレビ） - 設楽：MC、日村：パネラー
  - おしょうバズTV（2021年1月1日 - 、テレビ朝日） - MC
  - クイズ!倍買（2021年3月27日 - 、TBSテレビ）- MC
  - キングオブコントの会（2021年6月12日・2022年4月9日・2023年3月25日、TBSテレビ）
  - コレってなにMAP!?（2021年6月25日 - 、テレビ朝日） - MC

- 不定期出演
  - ゴッドタン（テレビ東京） - 現在は主に正月特番の「マジ歌選手権」に出演。

ラジオ
- 金曜JUNK バナナマンのバナナムーンGOLD（2010年4月 - 、TBSラジオ） - 冠番組

Web配信
- 風雲!たけし城（2023年4月21日 - 、Amazon Prime Video）

### 過去
テレビ
- レギュラー
  - ウラ日テレ（2000年4月3日 - 2001年3月27日、日本テレビ）
  - 笑う子犬の生活R（2000年8月 - 2001年3月、フジテレビ）
  - 宝島の地図シリーズ（2000年12月 - 2004年、BSフジ） - 進行
  - epoch TV square（2003年4月 - 2004年9月、BS日テレ）
  - 落下女（2005年10月4日 - 2006年3月28日、日本テレビ）
  - うぇぶたま - 司会
    - うぇぶたま（2006年10月6日 - 2007年3月30日、テレビ東京）
    - うぇぶたまww（2007年4月6日 - 9月28日、テレビ東京）
    - うぇぶたま3（2008年4月7日 - 6月30日、テレビ東京）

  - 業界クイズ ミニキテ!（2007年10月6日 - 2008年3月29日、中京テレビ） - パネラー
  - えいせい魂『みうらじゅんのゼッタイに出る授業』（2008年2月22日 - 3月28日、BSジャパン） - コーナーレギュラー
  - 弟子っちょピカ丸（2008年10月4日 - 2009年3月28日、日本テレビ）
  - 世界を変える100人の日本人! JAPAN☆ALLSTARS（2008年10月17日 - 2010年9月17日、テレビ東京） - パネラー
  - バナナ炎→バナナ炎炎（2009年4月7日 - 2013年3月19日、TOKYO MX） - 司会・冠番組
  - バナナマンのブログ刑事（2009年7月7日 - 2012年9月25日、東海テレビ） - 司会・冠番組
  - クチコミ戦隊つぶやくんジャー（2010年2月19日・3月5日・3月12日・3月19日、日本テレビ） - 司会
  - コレってアリですか?（2010年7月27日 - 2011年9月13日、日本テレビ）
  - この日本人がスゴイらしい。 Brand New Japan（2010年10月22日 - 2011年4月24日、テレビ東京） - パネラー
  - くらべるくらべらー（2010年11月10日 - 2011年7月20日、毎日放送） - 設楽：プレゼンター、日村：パネラー
  - 乃木坂って、どこ?（2011年10月2日 - 2015年4月12日、テレビ愛知・テレビ東京ほか） - 司会
  - 世界行ってみたらホントはこんなトコだった!?（2011年10月17日 - 2015年9月22日、フジテレビ） - パネラー
  - 世間に飛び出せ!! バナナ藩（2012年4月5日 - 9月27日、テレビ朝日）
  - 森田一義アワー笑っていいとも!（2012年4月6日 - 2014年3月25日、フジテレビ） - 金曜→火曜レギュラー
    - 笑っていいとも!増刊号（2012年4月8日 - 2014年3月30日、フジテレビ）
    - 笑っていいとも!特大号（2012年12月26日・2013年12月25日・2014年3月31日、フジテレビ） - 設楽もオープニングから参加。

  - 脳活アップデートQ!スマートモンキーズ!!（2012年4月8日 - 10月13日、フジテレビ） - 設楽：司会、日村：パネラー
  - キカナイトF（2012年4月20日 - 9月21日、フジテレビ） - 司会
  - 雑学家族（2012年4月28日 - 2013年3月23日、テレビ朝日）
  - バナナ塾（2012年10月2日 - 2014年9月30日、東海テレビ） - 司会・冠番組
  - 大人のバナナ（2012年10月4日‐2013年3月28日、テレビ朝日） - 司会・冠番組
  - Numer0n（2012年10月8日 - 2013年6月17日、フジテレビ） - 司会
  - 世界行ってみたらホントはこんなトコだった!?シーズン3（2013年10月9日 - 2015年9月22日、フジテレビ） - パネラー
  - そんなバカなマン（2014年4月1日・7月29日・11月3日、2015年4月14日 - 2017年3月20日、フジテレビ） - 司会・冠番組
  - バナナステーキ（2014年2月 - 2015年3月：ひかりTV・テレビ神奈川、2014年9月 - ：TOKYO MX、2015年1月 - ：NBC 長崎放送） - 司会・冠番組
  - ツカエル! Q極の問題（2014年4月8日 - 2014年6月24日、関西テレビ） - 司会
  - バナナマンの決断は金曜日!（2014年4月11日 - 2015年3月27日、フジテレビ） - 司会・冠番組
  - オトナ養成所 バナナスクール（2014年10月14日 - 2017年3月28日、東海テレビ） - 司会・冠番組
  - オドロキ見たいテレビ びっくりぃむ （2014年10月19日 - 2015年3月1日、テレビ朝日）
  - バナナ♪ゼロミュージック（2015年3月23日・2015年8月19日・2016年4月23日 - 2018年3月3日、NHK総合） - 冠番組、設楽：司会、日村：パネラー
  - 教えて!ココロくん（2015年10月19日 - 2015年12月21日、TBSテレビ） - 司会
  - 珍種目No.1は誰だ!? ピラミッド・ダービー（2016年4月24日 - 2018年3月11日、TBSテレビ）- 設楽：司会、日村：パネラー
  - モシモノふたり〜タレントが“おためし同居生活”してみました〜（2016年4月27日 - 2017年3月15日、フジテレビ） - 司会
  - キテるにハマる！課外授業 バナナスクール2（2017年4月4日 - 2018年3月28日、東海テレビ） - 司会・冠番組
  - もろもろのハナシ（2017年4月13日 - 9月28日、フジテレビ） - 司会
  - ソノサキ〜知りたい見たいを大追跡!〜（2017年10月 - 2019年3月、テレビ朝日） - 司会
  - 消えた天才（2018年10月21日 - 2019年8月25日、TBS） - 司会
  - バナナマンのドライブスリー（2019年4月3日 - 2020年3月18日） - 司会・冠番組

- 特別番組・不定期放送番組
  - 爆笑オンエアバトル（1999年 - 2003年、NHK総合）
    - オンバトヒーローズ（2008年7月17日） -  番組10周年記念として2008年に放送された番外コーナー。過去に常連として出場していた芸人が登場し、当時の映像を振り返りながら番組での思い出を語った。

  - マモレ!絶滅ニンゲン（2007年・2011年、テレビ東京） - 司会
  - 幸せあやかりバラエティ バナナ・有吉のどハッピーポー（2012年6月27日（26日深夜）、テレビ東京） - 設楽：MC、日村：ハッピーハンター・冠番組
  - お茶ガシとおハナシ（2012年 - 2016年、フジテレビ） - 司会
  - さまぁ〜ず＆バナナマンの押し掛けParty（2013年8月10日、関西テレビ） - 冠番組
  - 爆走!ポンコツラーメン屋台（2013年9月23日、2014年9月15日、2017年10月9日、テレビ東京） - 司会
  - 爆笑シャットアウト!（2014年4月6日・8月24日、NHK総合） - 司会、不定期
    - バナナマンの爆笑ドラゴン（2015年4月4日 - 2019年1月4日、NHK総合） - 司会・冠番組

  - おいしい!バナナのお投資（2014年8月13日、テレビ朝日） - 司会・冠番組
  - バナナ・ウォーズ（ディズニーXD）
    - ライトセーバー編（2014年12月6日）
    - ジェダイとフォース編（2014年12月7日）
    - ドロイド編（2014年12月13日）
    - メカ編（2014年12月14日）
    - バトルの歴史編（2014年12月20日）

  - NHK紅白歌合戦（NHK総合、毎年12月31日）
    - 第65回・第66回・第67回・第68回（2014年 - 2017年） - ウラトークチャンネル（副音声）MC

  - キングオブコント（2015年 - 2020年、TBS）- 審査員
  - そんなバカなマン 〜あけましてそんなバカなマンまさかのそんなバカな生放送SP〜（2016年1月1日、フジテレビ） - MC・冠番組
    - そんなバカな動物番組（2017年3月27日（26日深夜））
    - バナナバカリの毒だし女新年（2019年1月1日）
    - 開運!!バナナバカリぶらり（2020年1月1日）
    - バナナバカリの初芸人（2021年7月4日）

  - 人気芸能人にイタズラ! 仰天ハプニング○連発（2016年 - 2019年、フジテレビ） - 設楽：司会、日村：パネラー
  - ニッポンまち自慢3択クイズ ダマしてごめん!（2017年10月29日・2018年4月22日・10月6日：中京テレビ、2018年4月22日・10月6日：日本テレビ系列）- 設楽：司会、日村：パネラー
  - イマドキ親子の事件簿（2019年1月2日、MBS・TBS系） - MC
  - 笑いが無理なら体張れ（2019年3月27日・9月26日、TBS） - 司会
  - 音が出たら負け（2019年11月23日・2020年3月11日・ 8月14日・2021年2月10日、日本テレビ） - 司会
  - オダイバ!!超次元音楽祭（2020年1月3日 - 、フジテレビ）- 司会
  - 生放送で満点出せるか100点カラオケ音楽祭（2020年1月11日 - 2022年1月15日、TBS）- 司会
  - 笑われるニホン人（2020年1月15日、テレビ東京） - 司会
  - ジンセイQUEST -日村の大冒険-（2020年3月26日、NHK総合） - 司会
    - ジンセイQUEST生放送 -日村の大冒険-（2020年4月5日、NHK総合） - 司会

  - バナナドライ部（2020年5月17日、テレビ朝日） - 冠番組
  - クイズ!ニアニア!（2020年7月22日、NHK） - 設楽：司会、日村：パネラー
  - あの輝きをもう一度（2020年10月24日、TBS） - 司会
  - バナナマンのBSはササルTV ズブズブスペシャル!（2021年3月20日、BS5局） - 司会・冠番組
  - 笑って年越したい!!笑う大晦日（2021年12月31日、日本テレビ）- 司会
  - 真夜中のデパート自由に使えたら（2022年3月22日 - 29日、テレビ東京） - 司会
  - 24時間テレビ 愛は地球を救う45（2022年8月28日、日本テレビ） - 「国技館で逢いましょう」進行
  - フィルター・ノンフィクション（2023年1月7日、テレビ朝日） - MC
  - 一緒にやろう SDGsの日（2023年5月20日、TBSテレビ） - 総合MC
  - 超こどもの日（2024年5月4日、TBSテレビ）- MC

- 不定期出演
  - Mars TV（1995年2月6日、フジテレビ） - テレビデビュー
  - ピィース!（2003年 - 2007年、テレビ西日本） - コーナーレギュラー
  - くりぃむナントカ（2004年 - 2008年、テレビ朝日） - 準レギュラー
  - ザ・イロモネア（2005年 - 2011年、TBS）
    - 2016年12月26日放送の『THE GOLD RUSH ～イロモネアへの道～』ではウッチャンナンチャンと代わり、司会を担当。

  - リンカーン（2005年 - 2013年、TBS） - 準レギュラー
    - 番組終了以降毎年特番として放送されている『芸人大運動会』の2017年10月放送回に5年振りに出演。

  - お台場お笑い道（2005年 - 2009年、フジテレビ721） - 準レギュラー
  - とんねるずのみなさんのおかげでした（2006年 - 2018年、フジテレビ） - 準レギュラー
  - 神さまぁ〜ず（2008年、TBS）
  - さまぁ〜ず式（2008年 - 2009年、TBS）
  - VS嵐 (フジテレビ)
    - 2008年11月22日 ゲストチーム
    - 2010年7月22日 嵐チーム プラスワンゲスト
    - 2012年1月3日 嵐チーム スペシャルプラスワンゲスト

1. 2012年3月29日 キカナイトFチーム

-   - 飛び出せ!科学くん（2009年4月6日 - 2011年9月24日、TBS） - 準レギュラー
  - シルシルミシルさんデー（2010年 - 2014年、テレビ朝日） - 準レギュラー

テレビドラマ
- 土曜ワイド劇場 異常犯罪シリーズ“繭の密室”連続殺人事件
母と子が育む歪んだ殺意 誘拐?レイプ?女子大生が狙われる!（1998年、テレビ朝日）
- せつない〜TOKYO HEART BREAK〜（1998年、テレビ朝日）
- 5NIGHTS SHORT STORY ラブコレ!（2001年、テレビ朝日）
- 土曜ワイド劇場 殺人ロケ（2003年、テレビ朝日）
- 30minutes（2004年、テレビ東京）
- 30minutes鬼（2005年、テレビ東京）
- RUN AWAY GIRL 流れる女（2005年、BSフジ）
- アキハバラ@DEEP（2006年、TBSテレビ）
- 去年ルノアールで（2007年、テレビ東京）
- 暴れん坊ママ（2007年、フジテレビ）
- デリパンダ〜おしゃべりデリ坊、東京ド真ん中配達中〜（2008年、テレビ東京）
- 笑う女優（2010年1月1日、日本テレビ）
- 容疑者は8人の人気芸人（2015年4月18日、フジテレビ）

ラジオ
- e-NITE「Sコント21 スネークマンショーコント21」（TBSラジオ）
- 木曜UP'S"ねたばん"バナナマンのワンショットシアター（TBSラジオ）
- クラブ・ヒポポタマス（SHIBUYA FM）
- WANTED! WANTED!火曜日バナナマン（2005年 - 2007年、TOKYO FM）
- バナナマンラジオ オジラ（2006年3月終了、FM富士）
- 月曜JUNK2 バナナマンのバナナムーン（2007年4月 - 2008年9月、TBSラジオ）
- 月曜JUNK ZERO バナナマンのバナナムーン（2008年9月 - 2010年3月、TBSラジオ）

Web配信
- モテル・カルフォルニア（2006年12月 - 2008年1月、GyaO）
- ピンボケ（ミランカ）ドラマ
- ダジャレノボ（レノボ、キャンペーン）
- バナナTV（テレ朝動画） - 冠番組

その他の出演
- PV
  - サザンオールスターズ「マンピーのG★SPOT」（1995年） - 長井秀和と共に出演
  - GRAPEVINE「アダバナ」（2005年） - 荒川良々、おぎやはぎ等と共に出演

- 雑誌連載
  - スコラ『バナナマンのナバナ裁判』（スコラマガジン）
  - ジャンプスクエア（集英社）
  - TV STATION（ダイヤモンド社）

- その他
  - RISING SUN ROCK FESTIVAL 2005 in EZO　(2005.08.19)
  - お笑い神経衰弱 爆笑! 人間トランプ
  - 桃太郎電鉄20周年（ハドソン）
  - かにタク言ったもん勝ち・ハト時計（オリジナルジングル）の声

### CM
- 明治製菓（1995年）
- ライフカード「カードの切り方が人生だ マドンナ篇」（2006年） - オダギリジョー、桜井幸子の同級生役[41]。
- 資生堂「uno」（2006年）
- 大和証券（2007年）
- ローソン（2007年）
- 日産自動車「エコ・バリューシリーズ（キューブ/ノート）」（2011年） - 日村がCMソング、設楽がナレーションを担当。またアニメーションの「日村カンガルー・設楽カンガルー」としてキャラクター出演もしている。
- リクルート「はたらいく」（2011年）
- バンダイナムコゲームス 任天堂「GO VACATION」（2011年） - 大島麻衣と共演。
- サイバーエージェント「アメーバピグ」（2011年 - 2012年）
- アイフル（2012年 - 2018年）いとうあさこ、KABA.ちゃん、小島よしお、スギちゃん、たんぽぽと共演
- キリンビバレッジ「FIRE neo」（2012年）- 岡田准一、ナイツ、SHELLY、ケーシー高峰、セルジオ越後、デーブ・スペクターと共演。
- 塩野義製薬「ニキビ疾患啓発キャンペーン」（2012年 - 2013年）
- ネクスト「HOME'S」（2012年 - 2014年）阿部寛と共演。
- ウィルコム「だれとでも西遊記」（2013年 - 2014年）蛭子能収、佐々木希、高田純次と共演
- LINE「ポコパン」（2015年）
- DHC「フォースコリー」（2015年）
- 日清フーズ「マー・マー 弾む生パスタ」（2015年）
- キリンビール「一番搾り 生ビール」（2017年） - 櫻井翔と共演。
- ゼンショー「すき家」（2018年）
- ゼスプリ・インターナショナル・ジャパン（2018年）
- P&G「ジェルボール3D」（2019年 - 2021年3月）
- 住友生命「Vitality」
  - ディドロ 編（2020年5月 - ）
  - ホモエコノミカス 編（2020年8月 - ）
  - ナッジ 編（2020年10月 - ）
  - ディドロ効果 編（2021年5月 - ）
  - ゴルフ 編（2021年8月 - ）
  - 行動非行動の法則 編（2021年10月 - ）
  - 行動経済学的考察 編（2022年5月 - ）
  - 行動経済学的考察 B編（2022年10月 - ）
  - こうなります！編（2023年5月 - ）
  - それはおなじ。編（2023年9月 - ）- 日村・設楽がそれぞれ出演しているバージョン。
  - それだけ、じゃ 編（2024年6月 - ）
- 日本ケンタッキー・フライド・チキン（2021年3月 - 2022年）
- なんでも酒やカクヤス（2021年6月 - ）
- アゴダ（2022年7月 - ）
- プリマハム
  - 香薫あらびきポーク（2023年8月 - ）
  - スマイルUP!（2023年9月 - ）
- アサヒビール「スタイルフリー〈生〉」（2024年2月 - ）
- フジ・コーポレーション（2024年7月 - ）

### 映画
- 一生の?お願い（2005年）
- ホールドアップダウン（2005年）
- NISSAN WINGROAD MOVIES「サプライズ・ブラザーズ」（2006年）
- キャプテントキオ（2007年）
- 東京オンリーピック「ロッカールーム」（2008年）
- 20世紀少年 第2章 最後の希望（2009年）
- ハッピー フィート2 踊るペンギンレスキュー隊（2011年）- 声優
- それいけ!アンパンマン よみがえれ バナナ島（2012年）- 声優
- ゴッドタン キス我慢選手権 THE MOVIE（2013年）
- ゴッドタン キス我慢選手権 THE MOVIE2 サイキックラブ（2014年）
- ミニオンズ 日本語吹替版（2015年） - 日本吹き替え版声優
- ペット（2016年）[42] - 日本吹き替え版声優
- ペット2（2019年）[43] - 日本吹き替え版 声優

### 舞台
- 1st live「Setagaya genico」genico（ラーメンズとのユニット）（2000年10月3日 - 4日）
- ハンブン東京（2007年11月16日 - 18日）
- 「宇田川フリーコースターズ」（おぎやはぎとのユニット）でトークライブや公演を行っている。
- 光が丘大サーカス〜サーカスのできない人たち〜（2002年9月16日） - 共演：おぎやはぎ、劇団ひとり、エレキコミック、スピードワゴン、アルファルファ、バカリズム
- hand made works（2013年3月29日 - 31日） - 東京03とのユニット。

## 単独ライブ

### BANANAMAN LIVE
単独ライブは主に東京公演が多いが、2003年の『Sugar Spot』と2004年の『Elephant pure』の際には全国で公演が行われた（全国公演での主な開催場所の詳細は「全国公演」の項を参照）。なお、2005年以降のライブは全て俳優座劇場で行われている。コンビ結成以降、ほぼ毎年欠かさず開催されてきたが、2020年は新型コロナウイルス感染症拡大の影響で初の開催見送り（中止）となり、公式ホームページ内でライブグッズの販売のみ行われた。2021年も2020年と同様にライブグッズの販売のみ行われた。2022年は約3年ぶりの開催となった。
『日本人は人に物を頼むとき土下座をすると聞いたのだが。』と『最少年公演記録樹立』以外のライブは全て映像化され発売されている（ただし、『人間番号』と『RADIO DANCE』はVHSのみの発売。『激ミルク』以降のライブは全てDVDで発売されている。また、『処女』も当初はVHSのみの発売だったが、2006年2月24日に『処女&サルマンとバカジュリエット SPECIAL EDITION』としてDVDで発売された）。
2006年以降、ライブのタイトルは決められたテーマに沿って名付けられる事が3〜4年程続く傾向にある。『kurukuru bird』-『wonder moon』までは花鳥風月4部作として、『DIAMOND SNAP』-『TURQUOISE MANIA』までは設楽（ダイヤモンド）、日村（エメラルド）、オークラ（ターコイズ）の誕生石に因んで、『Cutie funny』-『LIFE is RESEARCH』までは「女」「金」「仕事」をそれぞれテーマとして、タイトルがつけられた。
後に『激ミルク』で披露されたコント「CLEVER HOSTAGE」は『30minutes』の第3話「バカ達の誘拐」（2004年10月15日放送回）としてドラマ化され、『kurukuru bird』で披露されたコント「青い鳥」は2010年1月1日に放送された番組『笑う女優』内でドラマ化されている。
2022年の『H』では、8月6日の19時開演回のみ、バナナマン初となる生配信が行われた。
セットリスト
- 人間番号
- ピープル1
- メリン
- マモルの夏
- ピープル2
- 新宿パワーセミナー
- 幸せな日々
- セニョールヒラタケ
- スライドボーイズ

セットリスト
※順不同
- ORDINAL RELATION
  - 『お前いたっけ?』
  - 『お前の姉ちゃん見たよ』
  - 『UFO』

- とりあえず梅太郎
- 青春行進曲 オレンジ
- 箱（VHS未収録）
- 特典映像：東京ひとりぼっち / スライドボーイズ（プロモーションビデオ）

セットリスト
※順不同
- HIPPOPOTAMUS
- LOST NATION
- 張り込み
- CLEVER HOSTAGE
- THIRDPERSON
- 赤えんぴつ（下記は披露曲）
  - 『苺みるく』
  - 『アタホライ』

- 演説
- 幸福の赤い鉛筆
- 幕間：ジャパニーズハートフルソング、エキストラ大器晩成

セットリスト
- 日本順番
- サマータイム
- 張り込み2〜試練〜
- サマータイム2
- DANCE&STOP
- サマータイム3
- 恋人岬
- 幕間：BIRTHDAY PARTY、武具馬具

セットリスト
- pumpkin
- オフィスのオバケ
- ブルーフォー ブラッフォー ガングリフォン
- secretive person
- mountain
- 赤えんぴつ
  - 『桃ジュース』
  - 『ドロドロ』
  - 『自転車』

- puke
- rain
- 思い出の価値
- 幕間：外人コーチの運動部の話（SEネタ、正式名称不明、DVD未収録）

セットリスト
- Prisoned in Turkey
- life（DVD未収録）
- 夏
- Loser
- グレート バンバン（DVD未収録）
- ドッキリ
- 赤えんぴつ
  - 『ディーダダ』
  - 『バイバイ』
  - 『青い空の下で』

- Docking（DVD未収録）
- 一番大切な人
- 幕間：その曲,知ってる、不良、視線の先にある破壊的衝動、ドッキングのある風景（いずれもDVD未収録）

セットリスト
- タダシ
- Purely reckless
- Destroy the comtosipion
- GB
- ハナからのハジマリ
- 赤えんぴつ
  - 『チュッチュッチュルッチュ』
  - 『恋心』

- Fraud in Phuket
- 幕間：ナオミ（DVD未収録）、黄門様（DVD未収録）、設楽統のカタカナ間違い探し!、日村勇紀のドッキリ大作戦

セットリスト
- 二重思考人間
- punks
- 先輩とオマエ
- 犬飼孝俊
- a little weird
- 赤えんぴつ
  - 『サーカス』
  - 『それを胸に』

- for people
- 幕間:日村流数字音読、スタンガン〜4つの検証〜

セットリスト
- kurukuru bird
- 宮沢さんとメシ
- too EXCITED to SLEEP
- 青い鳥
- キャンプファイヤー
- LAZY
- 幕間：スタンガン〜3つの検証〜、クセソング（『おお設楽は緑』『ヒムプス一万尺』）、『8月某日 午後5時』（正式名称不明、DVD未収録）

セットリスト
- uneducated
- a shocking move
- ギリギリセーフ
- SKYDIVING
- 赤えんぴつ
  - 『誕生花』

- No Clue
- 幕間：赤白旗上げゲーム、目隠しクッキング、5回言って面白い言葉

セットリスト
- Fu
- Bad Karma
- 風の如く
- 絵本
- Confunded
- 赤えんぴつ
  - 『風が吹く』

- Wind Chime
- 幕間：不良、日村流ナシの使い方、冷蔵庫の余り物で作るスニーカー、痛くないところを探そう!

セットリスト
- wonder moon
- hasty
- the melancholic
- 4
- Happy Birthday
- 赤えんぴつ
  - 『イカレポンチ』
  - 『好きだ』

- swear to the moon in Hawaii
- 幕間：不良、月とすっぽん、冷蔵庫の余り物で作るオタクが好きそうなロボット、デブの○○、日村はコーラを2秒で飲めるか?

セットリスト
- wonderful moment
- dumb cluck
- a guard
- good and evil
- すぐ立つ
- Are you satisfied now?
- 幕間:地域性、iPhoneアプリで遊ぼう、冷蔵庫の余り物で作る恐竜、日村は爆発前に導火線を切れるか?

セットリスト
- Disappointed
- ぬるぬる
- Emerald lizard & salamander
- Ashamed
- 赤えんぴつ
  - 『こいのぼり』
  - 『君に伝えたい10のこと』

- Irritating man
- 幕間：ラジオ体操ヒム1、地域性、日村流メシ詞、ドレミの歌ゲーム

セットリスト
- Excited
- THEOMAN ISLAND
- 喫茶TurQuoise
- Papaya juicys（DVD未収録）
- Killing time
- 赤えんぴつ
  - 『割れた鏡』
  - 『ナヌ』

- Where my wife is
- 幕間：絵描き歌、日村は「車いす」と答えることができるか?、何コレ?、日村は炭酸水を2秒で飲めるか?

セットリスト
- Cutie funny
- old man
- experienced singer
- 日村がゾンビになっちゃった
- 赤えんぴつ
  - 『なんやかんや』

- Lucky charm
- 幕間：上下左右ゲーム、美味しい中華屋さん、日村ゾンビを驚かそう、手作りプレゼント

セットリスト
- CRAZY for YOU
- wish
- the Supernatural
- AKEMI
- 赤えんぴつ
  - 『あの頃の君、今の僕』

- LOVED ONE
- 幕間：50音ゲーム、ノーリアクション日村、日村勇紀の「ネクタイ芯抜き講座」、アダ名

セットリスト
- Re union
- Preparation Bangkok
- メリケンさん〜ピチ太郎の恋〜
- Positive spiral
- 赤えんぴつ
  - 『よしこちゃん』

- LIFE is RESEARCH
- 幕間：言えるかな?、逆上がり出来るかな?、全部日村になっちゃうよ。、バスタオル〜少々のことでは取れない巻き方〜

セットリスト
- Haraguro no Namaiki
- cuckoo costume party
- karaoke
- panic Attack
- 赤えんぴつ
  - 『だけど好きなんだ』
  - 『毒』

- The pitiful two in the Philippines
- 幕間：ゲーム、クシャミでカップ焼きそばは眉間につくのか?、パーカー、仮装体操

セットリスト
- voice from the heart
- Air head
- different container
- 何でだ！
- 赤えんぴつ
  - 『花火大会』

- Incident in the mountain
- 幕間：罰、アルフレッドとベン、ワニワニパニパニゲーム、一番面白いパンストを探そう

セットリスト
- GAME of which
- Bitching
- 大村なつお
- cocky TODA
- snitching at the PIANO
- one-half rhapsody
- 幕間：耳かき、なんで痩せないんだろう、ロスフェデラーホテル、デブドリンクの作り方

セットリスト
- secondary man
- surprise進行中
- scrambled
- searching for the superactive
- scarlet
- something to say
- 幕間：続・なんで痩せないんだろう、オオカミのオシッコの臭いを消すモノは？、大人のなぞなぞ、50音ゲーム

- House of God
- Helpless
- Happy Blueberry
- Half-Truth Trip
- Hidden Curiosity
- Henmi Kyoutarou〜変見 狂太郎〜
- 幕間:比率、日村の解放日、ノリ、なぞなぞ

- Obtain
- On Fleek
- Off Guard
- Oh-chan&Hi-ton
- Outshine
- Ominous
- 幕間:不良、なぞなぞ、吹き出す、なぞなぞ2

- （未定）

### 全国公演
日程
- 青森県
- 岩手県
- 宮城県
- 新潟県
- 愛知県
- 熊本県
- 8月7日 - 12日：東京都・THEATER/TOPS
- 8月22日：札幌市・KRAPS HALL
- 9月2日：福岡県・NTT夢天神ホール
- 9月4日：鹿児島県・鹿児島市民文化ホール

日程
- 8月15日：東京・銀座ガスホール
- 9月4日：名古屋・東別院ホール
- 9月17日：札幌・札幌共済ホール
- 9月20日：東京・シアターサンモール

### BANANAMAN 傑作選 LIVE
2006年から2010年にかけて2年おきに行われた、過去にライブで披露したコントの『傑作選』ライブ。『Punch』『Kick』『Chop』と三部作構成になっており、2010年7月にはこの三部作をまとめたDVDも発売された。
セットリスト
- スライドボーイズ（from 人間番号）
- secretive person（from ペポカボチャ）
- mountain（from ペポカボチャ）
- ベースのタク
- Loser（from Sugar Spot）
- 赤えんぴつ
  - 『桃ジュース』（from ペポカボチャ）
  - 『ディーダダ』（from Sugar Spot）
  - 『自転車』（from ペポカボチャ）

- 恋人岬（from monkey time）
- 幕間:声（正式名称不明）、変則・ドレミの歌、設楽統のカタカナ間違い、不良、芸人道

日程
- 3月12日：仙台・エルパーク仙台 スタジオホール
- 3月19日：札幌・札幌共済ホール
- 3月23日：福岡県・イムズホール
- 3月25日：大阪府・梅田バナナホール
- 3月26日：名古屋・東別院ホール
- 4月6日：東京都・オリベホール

セットリスト
- 宮沢さんとメシ（from kurukuru bird）。
- ルスデン（from private stock）。
- a scary story
- puke（from ペポカボチャ）
- Fraud in Phuket（from Elephant pure）
- 幕間:数字音読、GO、スタンガン〜4つの検証〜

日程
- 3月20日：福岡県・イムズホール
- 3月22日：大阪府・HEP HALL
- 3月23日：名古屋・東建ホール 丸の内
- 3月30日：札幌・札幌共済ホール
- 4月4日 - 6日：東京都・俳優座劇場

セットリスト
- ブルーフォー ブラッフォー ガングリフォン（from ペポカボチャ）
- pumpkin（from ペポカボチャ）
- The truth
- Destroy the comtosipion（from Elephant pure）
- 先輩とオマエ（from good Hi）
- ハナからのハジマリ（from Elephant pure）
- 赤えんぴつ
  - 『オレンジ』（from RADIO DANCE）
  - 『誕生花』（from Spicy Flower）
  - 『好きだ』（from wonder moon）

- 幕間:アメリカ国歌を日本の歌詞で、紅白旗上げ、答辞、クセソング、痛くない場所を探そう!

日程
- 3月13日：札幌・札幌共済ホール
- 3月20日、21日：大阪府・ABC HALL
- 4月3日、4日：福岡県・イムズホール
- 4月9日、10日、11日：東京都・俳優座劇場